# DR P1
DR P1 er DR's første radiokanal, hvis historie går helt tilbage til 1925, hvor DR begyndte sin virksomhed. P1 er en ren taleradio, der ifølge DR's public service-kontrakt med Kulturministeriet skal have fokus på oplysning i form af nyheder, viden, debat, kultur og perspektiv.
Siden 1931 har stationen haft sit eget pausesignal ("Drømte mig en drøm i nat"), der er moderniseret mange gange siden, senest af Thomas Blachman i 2010. Stationen begyndte først i 2003 at sende programmer i døgndrift. Tidligere sendtes Natradio fra P3 i tidsrummet 00-06. P1 distribueres via FM, DAB og internet.
P1 henvender sig til en mere snæver gruppe af lyttere end fx de populære kanaler P3 og P4. På P1 diskuteres emner som går dybere og samtalen mellem mennesker, analyser og perspektiveringer er gennemgående træk. DR betegner selv kanalen som "tankevækkende radio". Stationens programmer og værter er ofte genstand for diskussion i offentligheden. Det fremføres til tider, at der mangler objektivitet hos værter og programplanlæggere, samt at kanalen har politisk slagside til venstre. Således kaldte Venstre-politikeren Jens Rohde i 2003 kanalen for "en rød sekt", ligesom også DR's tidligere generaldirektør Kenneth Plummer i 2007 sagde, at kanalen var meget kritisk over for USA og en række af de partier, der ligger til højre for midten. Plummer trak senere udtalelsen tilbage og hævdede, at han var blevet misforstået.
Kanalen har 700.000 lyttere ugentligt, hvilket gør den til Danmarks fjerdemest lyttede kanal. Der er en overvægt blandt de ældste målgrupper. Aldersgennemsnittet er cirka 60 år – og der er relativt få lyttere under 30 år.
Siden 2011 har P1 kun kunnet høres på FM indtil klokken 18:00, mens kanalen stadig kan høres på DAB hele døgnet. Over halvdelen af programfladen er genudsendelser. Det gælder eksempelvis hele fladen om natten og størstedelen af aftenen.

## Programmer

### Nuværende
- Akkurat med Clement
- Anmelderne
- Bibelen Leth fortalt
- Brinkmanns briks
- Følg pengene
- Genstart
- Guld og grønne skove
- Kampen om historien
- Hemmeligheder
- Hjernekassen
- Hvad ville Jesus have sagt?
- Klog på sprog
- Krig
- Kulturen
- Nyheder fra Grønland
- P1 Debat
- P1 Morgen
- Radioavisen
- Radiobio
- Ramt af kunst
- Ring til regeringen/oppositionen
- Skønlitteratur
- Slotsholmen
- Supertanker
- Tabloid
- Udsyn
- Ugen forfra
- Ugens gæst
- Norsken, svensken og dansken
- Orientering
- Pilgrim
- Verdens bedste film
- Vildt Naturligt

### Tidligere
- Audiens
- Bagklog på P1
- Brittas bedrag
- Feature
- Filmland
- Klubværelset
- Mennesker og medier
- P1 dokumentar
- Puk og Suzanne i Syrien
- Radiofortællinger
- Shitstorm
- Tidsånd

## Logoer
- DR P1's sjette logo, som blev brugt fra 2013 indtil 2017.
- DR P1's syvende logo, som blev brugt fra 2017 indtil 2020.